# Sugère
La Sugère est un ruisseau français qui coule dans le département de la Haute-Loire, en région Rhônes-Alpes-Auvergne. C'est un affluent de l'Arzon en rive droite, donc un sous-affluent de la Loire.

## Géographie
La Sugère naît dans les bois au Nord du hameau de Champvert, proche du village de Saint-Geneys-près-Saint-Paulien, dans les monts du Livradois à 923 mètres d'altitude environ. C'est dans cette zone là que naissent aussi le Tizou, le Ramey et l'Enfer.
De 4,41 km de long, la Sugère serpente dans de petits vallons en direction du Nord-Est jusqu'en contrebas du hameau d'Eyravas. À partir de là, elle prend une orientation générale en direction de l'Est, vers la vallée de l'Arzon, avec laquelle elle conflue en rive droite sur le territoire de la commune de Vorey, à 593 mètres d'altitude environ.
Sa rive gauche est bordée par une petite route reliant la D21 au hameau d'Eyravas.

## Histoire
On a peu de traces et de faits historiques concernant la Sugère.
Le ruisseau apparaît sur la carte de Cassini, sans affluents et n'est pas nommé. Sur cette carte on voit la présence d'arbres dans le vallon. Par ailleurs, le village de Champvert était écrit Chamver à l'époque.

## Communes et cantons traversés
Dans le seul département de la Haute-Loire, la Sugère traverse deux communes. Dans le sens amont vers aval :
- Saint-Geneys-près-Saint-Paulien (source)
- Vorey (confluence).

Soit en termes de cantons, la Sugère prend source dans le canton de Saint-Paulien et conflue dans le canton d'Emblavez-et-Meygal, le tout dans le Pays du Velay.

## Affluents
La Sugère possède trois affluents référencés :
- ? (en rive droite) : 1,55 km[6]
- ? (en rive droite) : 1,14 km[7]
- ? (en rive droite) : 0,34 km[8]

## Écologie
Le ruisseau de la Sugère participe à la ZNIEFF - Gorges de l'Arzon (de type I, décrite depuis 1986, de 2 343 hectares, sur cinq communes : ZNIEFF 830007985 - Gorges de l'Arzon).